# Əli İsayev
Əli İsayev (russisch Али Исаевич Исаев, Ali Issajewitsch Issajew; * 18. Dezember 1983 in Machatschkala, Dagestanische ASSR, Sowjetunion) ist ein aserbaidschanischer Ringer. Er wurde 2009 in Vilnius im freien Stil Europameister im Schwergewicht (Gewichtsklasse bis 120 kg Körpergewicht).

## Werdegang
Əli İsayev stammt aus dem zu Russland gehörenden Dagestan. In dieser Region werden immer wieder junge Ringer zu Weltklasseathleten herangebildet. So viele, dass diese in Russland meist nicht einmal in die dortige Nationalmannschaft aufgenommen werden können. Diese Ringer starten dann für umliegende Staaten, die nach dem Zerfall der Sowjetunion selbständig geworden sind. So verhält es sich auch mit Əli İsayev, der seit 2007 für Aserbaidschan an den Start geht.
Er ist Mitglied von Neftçi Baku, Student, bestreitet seinen Lebensunterhalt aber mit dem Ringen. Er ringt seit 1999, wird von Rövşən Umudov trainiert und startet bei einer Größe von 1,92 Metern und einem Gewicht von 119 kg in der Schwergewichtsklasse (bis 120 kg Körpergewicht). Er betätigt sich ausschließlich im freien Stil.
2005 belegte Əli İsayev bei der russischen Meisterschaft im Schwergewicht den 3. Platz hinter Kuramagomed Kuramagomedow und Alexander Kowalewski. Auch beim „Iwan-Yarigin“-Memorial im Januar 2007 in Krasnojarsk startete er noch für Russland und belegte hinter Aljaksej Schamarau, Russland, den 2. Platz.
Bei der Europameisterschaft im April 2007 in Sofia war er erstmals für Aserbaidschan am Start. Er gewann dort drei Kämpfe, u. a. besiegte er auch den Deutschen Markus Hamann, verlor aber gegen den mehrfachen Weltmeister Kuramagomed Kuramagomedow, einen für Russland startenden Osseten und im Kampf um die Bronzemedaille auch gegen Fatih Çakıroğlu aus der Türkei. Er kam damit auf den 5. Platz. Bei der Weltmeisterschaft dieses Jahres in Baku besiegte er Maksymilian Witek aus Polen und Gandsorigiin Ganchujag aus der Mongolei, verlor aber dann gegen Olympiasieger Artur Taymazov, einen für Usbekistan startenden Osseten und erreichte nur den 9. Platz.
Im Jahre 2008 gewann Əli İsayev bei der Europameisterschaft in Tampere seine erste internationale Medaille. Nach einer Niederlage im Halbfinale gegen den Georgier Dawit Modsmanaschwili siegte er im Kampf um die Bronzemedaille gegen Rareș Chintoan aus Rumänien nach Punkten. Modsmanaschwili, der im Endkampf auch David Musuľbes, einen lange Jahre für Russland, jetzt aber für die Slowakei startenden Osseten, der auch schon Olympiasieger war, besiegt hatte, wurde nachträglich wegen Dopings disqualifiziert. Dadurch wurde Musuľbes Europameister und Əli İsayev erhielt die Silbermedaille zugesprochen.
Weniger gut lief es für ihn dann bei den Olympischen Spielen 2008 in Peking. Er verlor dort seinen ersten Kampf gegen den Kubaner Disney Rodríguez klar nach Punkten (0:2 Runden und 0:5 techn. Punkte) und wurde in seinem zweiten Kampf erneut von Artur Taymazov geschlagen (0:2 Runden und 3:6 techn. Punkte).
Bei der Europameisterschaft 2009 in Vilnius gelang Əli İsayev dann der bisher größte Erfolg in seiner Laufbahn, denn er wurde mit vier Siegen neuer Europameister im Schwergewicht. Im Endkampf besiegte er dabei Ruslan Bassijew aus Armenien. Bei der Weltmeisterschaft 2009 war er nicht so erfolgreich, denn er verlor nach zwei gewonnenen Kämpfen gegen Tervel Dlagnev aus den Vereinigten Staaten und belegte nur den 8. Platz.
Im Jahre 2010 gelang Əli İsayev bei den internationalen Meisterschaften kein Medaillengewinn. Bei der Europameisterschaft in Baku verlor er etwas überraschend gleich in der ersten Runde gegen Aljaksej Schamarau aus Belarus, schied damit aus und kam nur auf den 14. Platz. Bei der Weltmeisterschaft in Moskau war er in besserer Form, unterlag aber nach zwei gewonnenen Kämpfen gegen den Doppel-Olympiasieger Artur Taymazov. In der Trostrunde erhielt er nach einem Sieg über Aljaksej Schamarau die Chance gegen Ioannis Arzoumanidis aus Griechenland um eine WM-Bronzemedaille zu kämpfen, verlor diesen Kampf aber klar mit 0:2 Runden.

## Internationale Erfolge
| Jahr | Platz | Wettbewerb                                  | Gewichtsklasse | |
| 2006 | 3.    | Turnier in Siedlce/Polen                    | Schwer         | mit einem Sieg im Kampf um den 3. Platz über Martin Siddiqui, Deutschland |
| 2007 | 2.    | „Iwan-Yarigin“-Memorial in Krasnojarsk      | Schwer         | hinter Aljaksej Schamarau, Russland, vor Innokenti Scheikow u. Alexei Woronin, bde. Russland, sowie Thomas Rowlands, USA |
| 2007 | 5.    | EM in Sofia                                 | Schwer         | mit Siegen über Sergejs Djomins, Lettland u. Markus Hamann, Deutschland, einer Niederlage gegen Kuramagomed Kuramagomedow, Russland, einem Sieg über Boschidar Bojadschiew, Bulgarien u. einer Niederlage gegen Fatih Çakıroğlu, Türkei |
| 2007 | 5.    | Großer Preis von Deutschland in Leipzig     | Schwer         | hinter Alexis Rodríguez Valera, Kuba, Lei Liang, Volksrepublik China, Rareș Chintoan, Rumänien u. Ottó Aubéli, Ungarn |
| 2007 | 9.    | WM in Baku                                  | Schwer         | mit Siegen über Maksymilian Witek, Polen u. Gandsorigiin Ganchujag, Mongolei u. einer Niederlage gegen Artur Taymazov, Usbekistan |
| 2008 | 3.    | Kiew-Cup                                    | Schwer         | hinter Marid Mutalimow, Kasachstan u. Aljaksej Schamarau, gemeinsam mit Ruslan Bassijew, Armenien, vor David Musuľbes, Slowakei |
| 2008 | 2.    | EM in Tampere                               | Schwer         | mit Siegen über Sergejs Djomins u. Aljaksej Mastapanau, Belarus, einer Niederlage gegen Dawit Modsmanaschwili, Georgien u. einem Sieg über Rareș Chintoan, Rumänien                                                                     |
| 2008 | 7.    | Olympia-Qualif.-Turnier in Martigny/Schweiz | Schwer         | Sieger: David Musuľbes, Slowakei vor Rajeev Tomar, Indien |
| 2008 | 1.    | Golden-Grand-Prix in Baku                   | Schwer         | vor Alireza Razaei, Iran, Aydın Polatçı, Türkei, Lasare Marsagischwili, Georgien u. Maksim Proxorov, Aserbaidschan |
| 2008 | 14.   | OS in Peking                                | Schwer         | nach Niederlagen gegen Disney Rodríguez, Kuba u. Artur Taymazov, Usbekistan |
| 2009 | 5.    | „Iwan-Yarigin“-Memorial in Krasnojarsk      | Schwer         | hinter Steve Mocco, USA, Soslan Gaglojew, Alan Dschampajew u. Kirill Gotowzew, alle Russland |
| 2009 | 2.    | Welt-Cup in Teheran                         | Schwer         | hinter Wassyl Tesmynezkyj, Ukraine, vor Fardin Masoumi Valadi, Iran u. Alan Dschampajew, Russland |
| 2009 | 1.    | EM in Vilnius                               | Schwer         | mit Siegen über Ioannis Azoumanidis, Griechenland, Ruslan Schejkau, Belarus, Recep Kara, Türkei u. Ruslan Bassijew, Armenien |
| 2009 | 2.    | Golden-Grand-Prix in Baku                   | Schwer         | hinter Tervel Dlagnev, USA, vor Hamid Saifi, Iran u. Giorgi Sakandelidse, Georgien |
| 2009 | 8.    | WM in Herning/Dänemark                      | Schwer         | mit Siegen über Yonsy Sánchez, Venezuela u. Marid Mutalimow, Kasachstan u. einer Niederlage gegen Tervel Dlagnev |
| 2010 | 5.    | Welt-Cup in Moskau                          | Schwer         | hinter Tervel Dlagnev, Biljal Machow, Russland, Ruslan Schejkau und Fatih Çakıroğlu, Türkei |
| 2010 | 14.   | EM in Baku                                  | Schwer         | nach einer Niederlage gegen Aljaksej Schamarau, Belarus |
| 2010 | 3.    | Golden-Grand-Prix in Baku                   | Schwer         | hinter Fatih Çakıroğlu u. Tervel Dlagnev, gemeinsam mit Lewan Berianidse, vor Dawit Modsmanaschwili, bde. Georgien |
| 2010 | 5.    | WM in Moskau                                | Schwer         | mit Siegen über Hugues Onanena, Kamerun u. Andrei Podsevalnicov, Republik Moldau, einer Niederlage gegen Artur Taymazov, einem Sieg über Aljaksej Schamarau u. einer Niederlage gegen Ioannis Arzoumanidis                              |
| 2010 | 3.    | Ramzan-Kadirow-Cup in Grosny                | Schwer         | hinter Ibragim Saidow, Russland u. Taha Akgül, Türkei, gemeinsam mit Thomas Rowlands, USA |
| 2012 | 3.    | „Ali-Alijew“-Memorial in Machatschkala      | Schwer         | hinter Magomedgadschi Nurassulow, Russland und Chisir Durgajew, Russland |

Anm.: alle Wettkämpfe im freien Stil, OS = Olympische Spiele, WM = Weltmeisterschaft, EM = Europameisterschaft, Schwergewicht = bis 120 kg Körpergewicht